# Форматований текст
Форматований текст, стилізований текст або багатий (річ) текст, на відміну від звичайного тексту, містить інформацію про стиль, що перевищує мінімум семантичних елементів: кольори, стилі (жирний шрифт, курсив та їх поєднання), розміри (шрифту, між рядками, між символами), та спеціальні функції, наприклад в HTML — гіперпосилання.

## Термінологія
Відформатований текст не можна вірно ідентифікувати за допомогою двійкових файлів або за текстом ASCII. Це пояснюється тим, що відформатований текст необов'язково двійковий, він може бути лише текстовим (наприклад, HTML, RTF або збагачені текстові файли), а може бути лише ASCII. І навпаки, звичайний текстовий файл може бути не ASCII (у кодуванні, як-от Unicode UTF-8). Тільки текст-форматований текст реалізовується розміткою (яка теж є текстовою), тоді як деякі редактори відформатованого тексту, як-от Microsoft Word, зберігають це у двійковому форматі.

## Початки відформатованого тексту
Форматований текст має свій генезис у докомп'ютерному використанні підкреслення для підсвічування уривків у машинописних рукописах. У перших інтерактивних системах ранніх комп'ютерних технологій підкреслення було неможливим, і користувачі компенсували цей недолік (і відсутність форматування в ASCII), використовуючи певні символи для означення. Наприклад, наголос можна вказати в ASCII різними способами:
- Великі літери: I am NOT making this up.
- Навколо з підкресленнями: I am _not_ making this up.
- Оточення зірочками: I am *not* making this up.
- Інтервал: I am n o t making this up.
- Спеціальні символи: I am n'ot making this up. або I am nót making this up.

Навколишнє підкреслення також використовувалося для назв книг: Look it up in _The_C_Programming_Language_.

## Мови розмітки
Форматування може бути позначене тегами, що виділяються від основного тексту спеціальними символами, такими як кутові дужки в HTML. Наприклад, цей текст:
У систематиці собака класифікується як Canis lupus familiaris.
позначено в HTML таким чином:
```
<
p
>
 У систематиці собака класифікується як 
<
i
>
Canis lupus familiaris
</
i
>
.
</
p
>

```

Курсив укладений тегом, що відкривається та закривається курсивом. У LaTeX текст буде розмічений так:
```
У систематиці собака класифікується як 
\textit
{
Canis lupus familiaris
}
.

```

Більшість мов розмітки можна редагувати за допомогою будь-якого текстового редактора, не потребуючи спеціального програмного забезпечення. Багато мов розмітки також можна редагувати за допомогою спеціалізованого програмного забезпечення, призначеного для автоматизації деяких функцій або подання результату як WYSIWYG.

## Відформатовані файли документів
З часу винаходу MacWrite, першого текстового процесора WYSIWYG, в якому той хто друкує кодує форматування візуально, а не вставляє текстову розмітку,- текстові процесори, як правило, зберігають у двійкові файли. Відкриття таких файлів за допомогою текстового редактора виявляє їх, вбудовані в різні двійкові символи, або навколо відформатованого тексту (наприклад, у WordPerfect), або окремо від нього, на початку або в кінці файлу (наприклад, у Microsoft Word).
Однак відформатовані текстові документи у двійкових файлах мають недоліки форматування та секретності. Тоді як ступінь форматування точно зазначена мовами розмітки, форматування WYSIWYG базується на пам'яті, тобто, зберігаючи, наприклад, натискання кнопки жирного шрифту до скасування. Це може призвести до помилок форматування та проблем із технічним обслуговуванням. Що стосується секретності, формати файлів текстових документів, як правило, є власницькими та недокументованими, що призводить до труднощів у кодуванні сумісності третіх сторін, а також до непотрібних оновлень через зміни версій.
WordStar був популярним текстовим процесором, який не використовував двійкові файли із прихованими символами.
OpenOffice.org Writer зберігає файли у форматі XML. Однак результуючий файл є двійковим, оскільки він стискається (еквівалент tarball).
PDF — це ще один формат відформатованого текстового файлу, який зазвичай є двійковим (із використанням стиснення тексту та зберігання графіки та шрифтів у двійковому вигляді). Зазвичай це формат кінцевого користувача, записаний із програм таких, як Microsoft Word або OpenOffice.org Writer, і не може редагуватися користувачем після його збереження.

### Відео
- Відеоурок Форматування тексту youtube, 10хв 23сек.(4 квіт. 2014 р.)